# William Rutter Dawes
William Rutter Dawes, född 19 mars 1799, död 15 februari 1868, var en brittisk läkare och amatörastronom.
Dawes observerade särskilt dubbelstjärnor, som han utgav flera kataloger över. Han tilldelades Royal Astronomical Societys guldmedalj 1855.